# Ogdo Aksjonowa

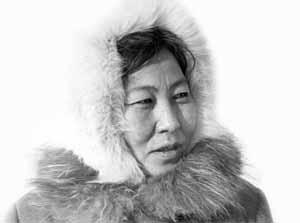
Ogdo Aksjonowa (1991)

Ogdo (Jewdokija Jegorowna) Aksjonowa (russisch Огдо (Евдокия Егоровна) Аксёнова; * 8. Februar 1936 in der Poststation Boganida, Autonomer Kreis Taimyr; † 14. Februar 1995 in Dudinka) war eine sowjetische bzw. russische Dichterin dolganischer Herkunft.

## Leben
Aksjonowa, Tochter des Rajonkomitee-Parteisekretärs Jegor Dmitrijewitsch Aksjonow, begann bereits in der Schule russische Gedichte zu schreiben. Nach dem Schulbesuch begann sie das Studium am Irkutsker Pädagogik-Institut, das sie wegen Erkrankung nicht beenden konnte. Sie erhielt 1953 eine erste Rezension ihrer Gedichte aus der Redaktion der Pionerskaja prawda. Für eine Erzählung erhielt sie 1956 von der Taimyr-Zeitung einen Preis. Im Dorf Popigai, Rajon Chatanga und an anderen Orten war sie wandernde  Kulturarbeiterin.
Auf einer Veranstaltung in Krasnojarsk 1964 führte Aksjonowa mit dolganischen Frauen den Tanz der Hirsche auf. Sie schrieb dolganische Lieder und Gedichte. Eine Norilsker Zeitung veröffentlichte 1969 die von Waleri Jefimowitsch Krawez (1939–2021) übersetzten dolganischen Gedichte Aksjonowas, worauf ihr angeboten wurde, Gedichte in der Zeitschrift  Rabotniza zu veröffentlichen. Sie beabsichtigte nun, Gedichte und Märchen in dolganischer Sprache zu veröffentlichen. Jakutsker Drucker waren dazu bereit, sodass 1973 das Buch Baraksan erschien. Das zweite Buch füllte  sie mit gesangartigen Texten und nannte es Lieder der Dolganen. Der Krasnojarsker Komponist Leonid Maslennikow hielt erstmals alle Melodien der Dolganen in Noten fest.
Am Moskauer Maxim-Gorki-Literaturinstitut begann Aksjonowa 1977 das Studium in den Höheren Literaturkursen (Abschluss 1979). Auf Anregung Walentin Berestows hatte sie den Schriftsteller Leonid Jachnin kennengelernt, der nun ihre Gedichte und Märchen für Kinder übersetzte. Daraus entstand das Kinderbuch Moroschka (Moltebeere). Sie beschäftigte sich mit den Problemen des Dolganisch-Schreiberns und teilte im März 1978 dem früheren Übersetzer Waleri Krawez mit, dass sie für das dolganische Alphabet fünf Buchstaben von den Jakuten und zwei Buchstaben von den Kasachen übernehmen wolle. Sie stellte Ende 1978 ihre erste Version des dolganischen Alphabets vor, die von Nowosibirsker Philologen sehr unterstützt wurde.
Nachdem 1979 das dolganische Alphabet genehmigt worden war, konnte 1980 in einer Dudinkaer Schule versuchsweise der Dolganisch-Unterricht für Erstklässler mit Aksjonowas handgeschriebener Fibel begonnen werden. Krasnojarsker Drucker stellten 1983 im Rotationsdruck die vierte Version der Aksjonowa-Fibel her, die von sechs Schulen im Kreis Taimyr benutzt wurden. Der Schulbuchverlag Prosweschtschenije gab 1990 die siebte Version heraus, die nun von den Behörden offiziell anerkannt wurde.
In den 1980er Jahren schuf Aksjonowa ein Wörterbuch der dolganischen Sprache mit 4000 Wörtern für Grundschulen. Sie beteiligte sich an der Arbeit Tomsker Wissenschaftler für ein akademisches Wörterbuch mit 20.000 Wörtern. Sie war Senior-Redakteurin in der National-Abteilung des Kreis-Rundfunks.
In ihren letzten Jahren kehrte Aksjonowa zu der alten rituellen dolganischen Poesie zurück. Ihre Werke wurden ins Spanische, Englische, Deutsche, Japanische, Tschechische und andere Sprachen übersetzt.
Seit 1996 wird der Ogdo-Aksjonowa-Literaturwettbewerb des Kreises Taimyr durchgeführt.

## Ehrungen, Preise
- Ehrenzeichen der Sowjetunion (1967)[2]
- Jubiläumsmedaille „Zum Gedenken an den 100. Geburtstag von Wladimir Iljitsch Lenin“ (1970)[2]
- Medaille „Veteran der Arbeit“ (1984)[2]
- Bronzemedaille der Ausstellung der Errungenschaften der Volkswirtschaft der UdSSR[2]
- Ehrenbürgerin des Kreises Taimyr (1990)[2]